# Eubela calyx
Eubela calyx är en snäckart som först beskrevs av Dall 1889.  Eubela calyx ingår i släktet Eubela och familjen kägelsnäckor. Inga underarter finns listade i Catalogue of Life.